# Verbrauchsfolgeverfahren
Das Verbrauchsfolgeverfahren ist in der Betriebswirtschaftslehre, im Rechnungswesen und im Steuerrecht ein Verfahren zur einfachen Ermittlung von Anschaffungs- und Herstellungskosten gleichartiger Vermögensgegenstände des Umlaufvermögens und eine Methode, in welcher Reihenfolge Waren im Rahmen der Lagerhaltung  gelagert werden.

## Allgemeines
Das Kompositum „Verbrauchsfolgeverfahren“ deutet an, dass der Verbrauch von vorhandenen gleichartigen Gegenständen in Produktion und Vertrieb nach einer vorbestimmten Reihenfolge ablaufen soll. Dabei müssen Annahmen (Fiktionen), so genannte Verbrauchsfiktionen, gemacht werden, die insbesondere bei stark schwankenden Marktpreisen (Einstandspreise, Verkaufspreise) für die Substanzerhaltung in Unternehmen von Bedeutung sind.
So muss ein Unternehmen beispielsweise für die Produktion laufend die gleichen Roh-, Hilfs- und Betriebsstoffe beschaffen, um den Produktionsprozess in Gang zu halten. Erhöhen sich im Zeitablauf deren Einstandspreise im Wareneingang, so ist bei der Ermittlung der Herstellungskosten die Frage zu stellen, ob die früher oder später beschafften Roh-, Hilfs- oder Betriebsstoffe in die Produktion eingegangen sind. Legt man die später beschafften Stoffe zugrunde, sind die Herstellungskosten höher als wenn die früher beschafften Stoffe ausgewählt wurden. Dieser Unterschied wirkt sich auf den Gewinn aus. Werden gleichartige Vorräte zu unterschiedlichen Preisen beschafft und gemeinsam gelagert, so lassen sich für den Endbestand keine tatsächlichen, sondern lediglich fiktive Anschaffungskosten ermitteln.

## Verbrauchsfolgeverfahren im Rechnungswesen
Im Rechnungswesen wird von einer fiktiven Annahme ausgegangen, in welcher Reihenfolge die Gegenstände verbraucht oder veräußert werden (auch Verbrauchsfolgefiktion genannt). Diese Annahme kann zeitabhängig, preisabhängig oder aber anderweitig sachbezogen sein. Für die vereinfachte Bewertung der Bestände kommen neben den Verbrauchsfolgeverfahren auch der Ansatz von Fest- oder Durchschnittswerten in Betracht. Die Wahl der Bewertungsmethode ist Teil der Bilanzpolitik eines Unternehmens. Das einmal gewählte Verfahren muss jedoch in der Regel beibehalten werden, da willkürliche Wechsel dem Grundsatz der Kontinuität widerspräche.
Nach § 256 HGB sind nur noch LiFo- und FiFo-Verfahren erlaubt. Vor den Änderungen des BilMoG war jedes Verbrauchsfolgeverfahren zulässig, wenn es nicht offensichtlich der tatsächlichen Verbrauchsfolge widersprochen hat. Nach allgemeiner Auffassung wurde jedoch die Zulässigkeit des LoFo-Verfahrens regelmäßig verneint, da die Bewertung der Lagerbestände zu Höchstpreisen dem Niederstwertprinzip zuwiderlief. Das Einkommensteuergesetz lässt gem. § 6 Abs. 1 Nr. 2a EStG nur LiFo als Verbrauchsfolgeverfahren in der Steuerbilanz zu.

## Verbrauchsfolgeverfahren in Handel und Lagerwirtschaft
Im Handel sowie in der Lagerwirtschaft wird das Verfahren angewendet, um eine bestimmte Reihenfolge des Warenausganges zu realisieren. Es ist Teil der Sortimentspolitik eines Unternehmens. Was als erstes in den Regalen liegt, soll auch als erstes wieder aus den Regalen genommen werden. Besonders in Hinblick auf verderbliche Waren (z. B. Lebensmittel) verdeutlicht sich dieses Verfahren.

## Methoden des Verbrauchsfolgeverfahrens

### LIFO: Last In – First Out
Das zeitabhängige LIFO-Verfahren geht davon aus, dass die zuletzt hergestellten bzw. angeschafften Waren zuerst verbraucht oder verkauft werden. Ebenso kann das LIFO-Verfahren bei ansteigenden Preisen von z. B. Benzin, Holz oder Kohle verwendet werden. Man verwendet das LIFO-Verfahren, um den Firmenwert möglichst gering zu halten. Die Bewertung nach der Lifo-Methode kann sowohl durch permanente LiFo als auch durch Perioden-LiFo erfolgen (siehe auch R 6.9 Abs. 4 EStR).

#### Permanentes LIFO-Verfahren
Bei diesem Verfahren werden die Zu- und Abgänge laufend (permanent) mengen- und wertmäßig erfasst, sodass die Bestände ständig fortgeschrieben werden.

#### Perioden-LIFO-Verfahren
Das Perioden-LIFO-Verfahren stellt eine Vereinfachung dar, da nur innerhalb bestimmter Zeitabschnitte (z. B. des Wirtschaftsjahres) Bestandsänderungen ermittelt werden müssen. Ergeben sich am Ende der Periode keine Bestandsveränderungen, so sind die Werte der Anfangsbestände zu nehmen. Ist der Bestand größer geworden, so ist der Mehrbestand mit den Anschaffungs- oder Herstellungskosten der ersten Lagerzugänge des Wirtschaftsjahres oder den durchschnittlichen Anschaffungs- oder Herstellungskosten aller Zugänge des Wirtschaftsjahres anzusetzen. Dadurch wird eine separat zu bewertende neue Schicht (Layer) gebildet in Höhe ebendieser Kosten. Ist der Bestand kleiner geworden, ist die Mindermenge von der zuletzt gebildeten Schicht (bzw. Schichten) zu derer (deren) Bewertung(en) des Anfangsbestandes abzuziehen.

### FIFO: First In – First Out
FIFO bedeutet die Verbuchung von Warenzugängen zu historischen Kosten und die Bewertung des Lagerwertes nicht nach durchschnittlichen Kosten ((Durchschnittskosten × alter Bestand + Ist-Kosten × hinzukommender Bestand)/Gesamtbestand), sondern nach den Ist-Kosten des ältesten noch nicht verbrauchten Warenzugangs. Diese zeitabhängige Methode geht davon aus, dass die zuerst hergestellten oder angeschafften Waren auch zuerst wieder verbraucht bzw. verkauft werden. Diese Methode ist vorherrschend, da sie das Veraltern und Verderben von Waren verhindert.
Im Bereich der Warenwirtschaft ist FIFO das übliche Verfahren, da die – von der Warte des Periodenendes gesehen – ältesten (zuerst gelagerten) Bestände auch nach Möglichkeit zuerst verbraucht werden sollten. Bei der Lagerung von Schüttgütern wird das FIFO-Prinzip durch ein Silo nur annähernd erfüllt. Waren mit einem Mindesthaltbarkeitsdatum bzw. Verfalldatum werden in der Regel nach dem FEFO-Verfahren ausgelagert. Für nicht verderbliche Schüttgüter hingegen wird die kostengünstigere Lagerung in Halden angewendet, die nur wieder von oben abgetragen werden können, also nach dem LIFO-Verfahren betrachtet werden. Der Unterschied zwischen beiden Verfahren ist insbesondere für die Bestandsbewertung relevant.
Handelsrechtlich sind sowohl das FIFO- als auch das LIFO-Verfahren für die Bilanzierung zulässig (§ 256 Satz 1 HGB). Da jedoch lediglich LIFO steuerrechtlich angewendet werden darf (§ 6 Abs. 1 Nr. 2a EStG), ist dieses Verfahren in der Praxis weiter verbreitet.

### FEFO: First Expired – First Out
Die zeitabhängige FEFO-Methode geht davon aus, dass eingelagerte Elemente, welche zuerst verfallen, zuerst ausgelagert werden. Diese Methode orientiert sich am Mindesthaltbarkeitsdatum und stellt eine verschärfte Form des FIFO-Prinzips dar. Das FEFO-Prinzip wird angewandt, wenn weiterreichende Anforderungen beispielsweise aufgrund von Kundenanforderungen oder Normen bestehen. Dies ist in erster Linie in der Lebensmittelindustrie und in der Pharmaindustrie der Fall.

### HIFO: Highest In – First Out
Das preisabhängige HIFO-Verfahren geht davon aus, dass die am teuersten hergestellten bzw. angeschafften Waren zuerst verbraucht oder verkauft werden. So muss man bei der Bewertung der Inventur vom strengen Niederstwertprinzip ausgehen. Diese Methode wird etwa verwendet, um in der Buchführung hohe Umsatzkosten darzustellen.

### LOFO: Lowest In – First Out
Die preisabhängige LOFO-Methode geht davon aus, dass die am günstigsten hergestellten oder angeschafften Waren zuerst verbraucht bzw. verkauft werden. Dieses Verfahren führt zu einer hohen rechnerischen Bewertung der Lagerbestände. In der Bilanzierung ist es nicht zulässig, weil es gegen das Vorsichtsprinzip der GoB verstößt.

### KIFO: Konzern in – First out
Die sachbezogene KIFO-Methode geht im Rahmen der Vorratsbewertung im Konzernabschluss davon aus, dass die von Konzernunternehmen bezogenen Gegenstände zuerst verbraucht oder veräußert werden. Je geringer der Anteil der Konzernlieferungen an den Beständen ist, desto einfacher ist die Verrechnung von konzerninternen Gewinnen oder Verlusten. Die KIFO-Methode ist eine rein mengenmäßige Zuordnung. Der Bestand muss anschließend nach einem der oben genannten Verfahren bewertet werden.

### KILO: Konzern in – Last out
Im Gegensatz zur KIFO-Methode geht das KILO-Verfahren davon aus, dass die externen Lieferungen zuerst umgesetzt werden. Der Anteil der internen Lieferungen an den Beständen wird also möglichst hoch angesetzt. Setzt sich der Bestand ausschließlich aus Konzernlieferungen zusammen, dient auch dieses Verfahren zur Vereinfachung der Bewertung, da nicht mehr zwischen internen und externen Lieferungen unterschieden werden muss.